# Kalendarium historii Bełchatowa
Kalendarium historii Bełchatowa – wybrane daty związane z Bełchatowem.
Historia Bełchatowa jest nierozerwalnie związana z Grocholicami, które od początków państwowości polskiej, łącznie z Klukami, Parznem i przyległościami stanowiły znaczną część majątku należącego do rozległych dóbr Arcybiskupstwa Gnieźnieńskiego.

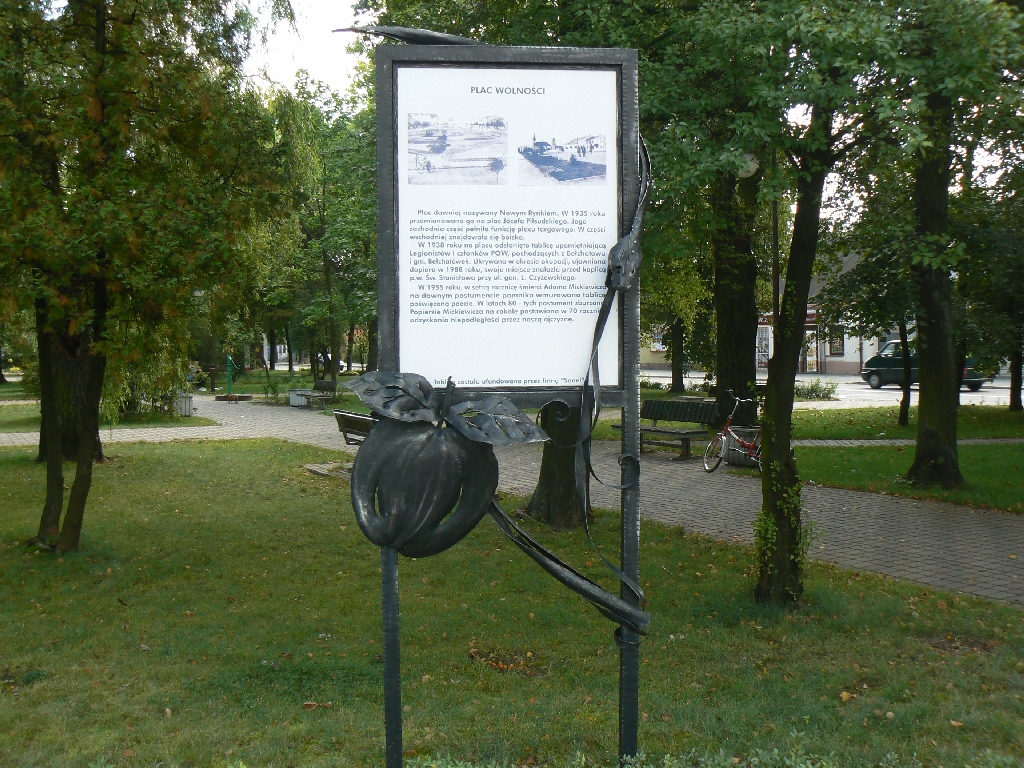
Jedna z tablic informacyjnych umieszczonych na terenie Bełchatowa, opisujących historię miasta.

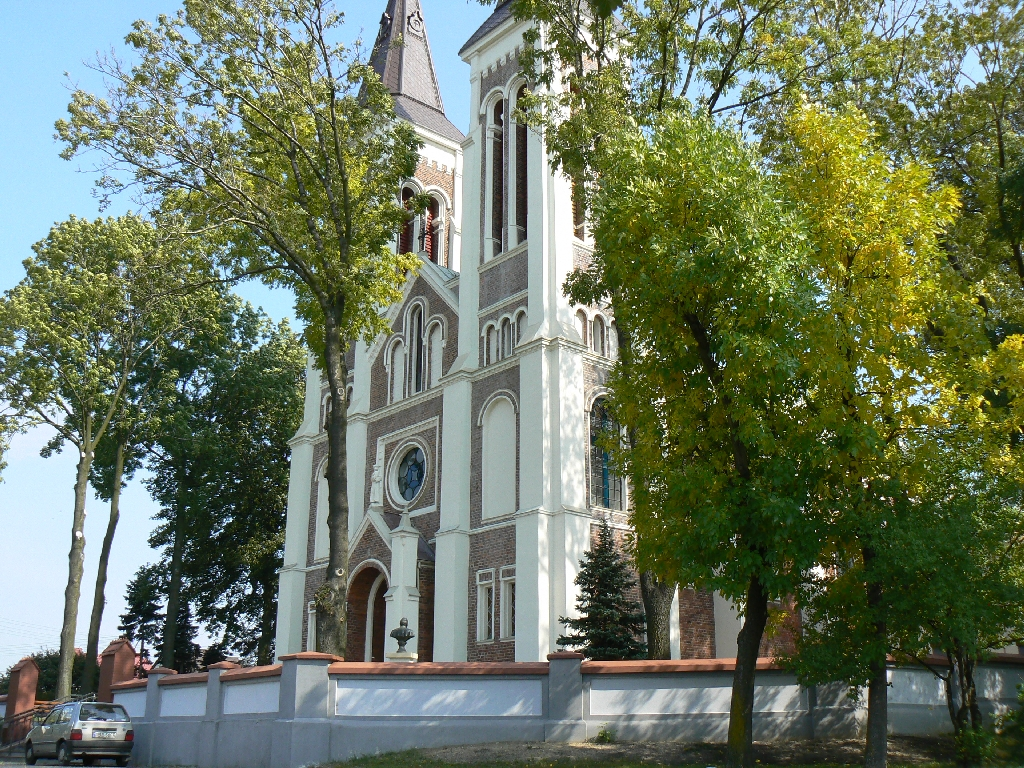
Kościół i Parafia Wszystkich Świętych w Grocholicach – wejście główne.

Herb Bełchatowa

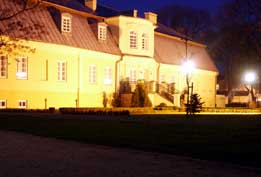
Dworek Olszewskich obecnie Muzeum Regionalne

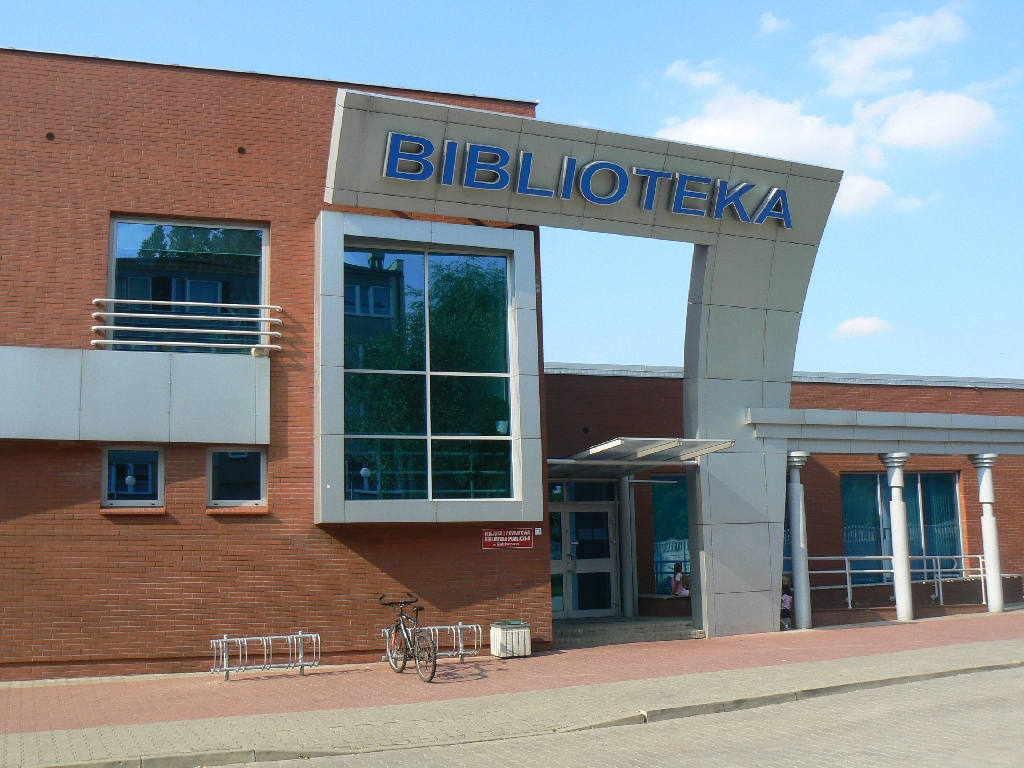
Budynek Miejskiej i Powiatowej Biblioteki Publicznej w Bełchatowie oddany do użytku 15 stycznia 2002 roku

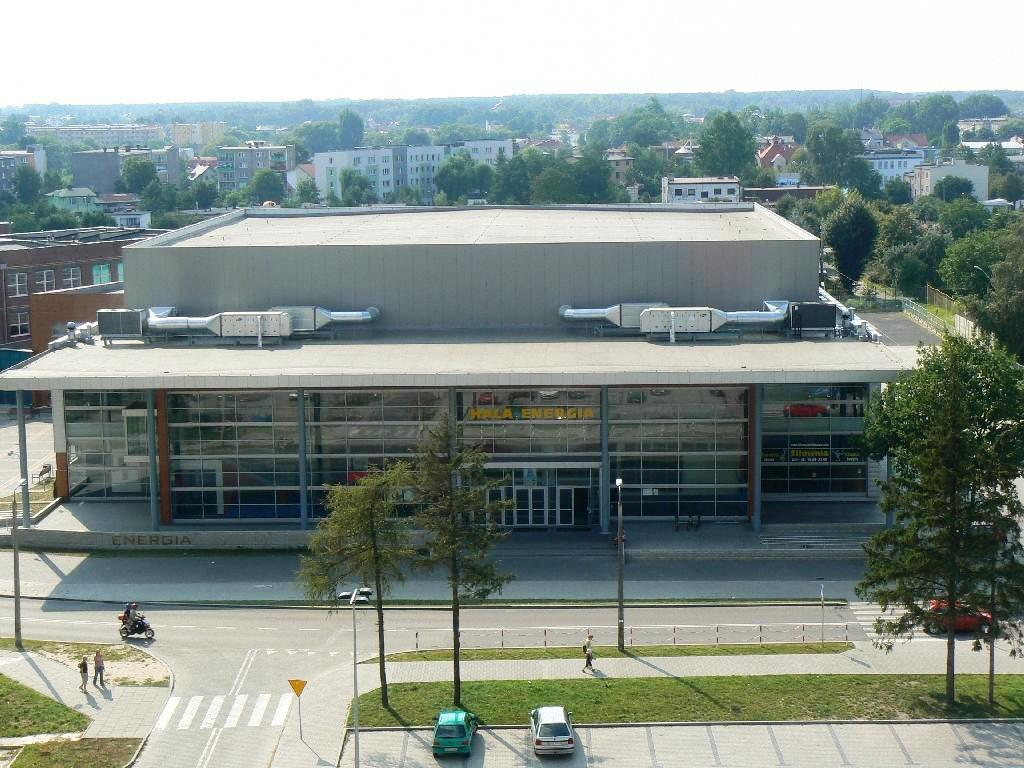
Hala „Energia” im. Edwarda Najgebauera w Bełchatowie oddana do użytku 14 sierpnia 2006

## XII-XIII wiek
- 1137 – pierwsza wzmianka o Grocholicach[potrzebny przypis]
- 1230–1233 – budowa kościoła pw. „Wszystkich Świętych” w Grocholicach[potrzebny przypis]

## XIV-XVIII wiek
- 1391 – pierwsza historyczna wzmianka o Bełchtowie (pierwsza nazwa Bełchatowa)[potrzebny przypis]
- 1405 – pierwszymi właścicielami Bełchatowa byli Grzymalici (lub Bełchat jak podaje między innymi „Miejski informator aktualności” miasta Bełchatowa) herbu Topór, którzy zmienili swoje nazwisko na Bełchaccy (bądź jak podają niektóre źródła Bełchaczcy).
- 1420 – Grocholice zostały podniesione przez Władysława Jagiełłę do praw magdeburskich.
- 1485 – podniesienie Grocholic do rzędu miast przez Kazimierza Jagiellończyka.
- Koniec XVI wieku – Bełchatów przejęła rodzina Kowalewskich herbu Prus III.
- 1617, 17 kwietnia – ufundowanie drewnianego klasztoru oo. Franciszkanów przez Zofie (z domu Bykowska) i Mikołaja Kowalewskich, przez to Bełchatów staje się wsią kościelną.
- 1624 – oo. Adam Gaski konsekruje drewniany klasztor. Pierwszym ojcem oo. W Bełchatowie był Bogusław Paruliusz.
- I ćw. XVIII wieku – Bełchatów przeszedł w ręce rodziny Rychłowskich.
- 1670 – dzięki Stanisławowi Rychłowskiemu powstaje nowy, murowany kościół, klasztor oraz dworek otoczony parkiem (dzisiejszy Dwór Olszewskich). Projektantem najprawdopodobniej był włoski architekt biskupa płockiego, Lodovico Coci.
- 1731, 25 lipca – oficjał i sufragan, franciszkanin, Józef Kraczkowski nadaje kościołowi 3 wezwania: Narodzenia Najświętszej Maryi Panny, św. Jacka Odrowąża i św. Bonawentury.
- 1737 – możliwość urządzania przez Bełchatów targów uzyskany przez Franciszka Rychłowskiego.
- 1743 – Bełchatów otrzymał prawa miejskie z rąk króla Augusta III Sasa. Dokończono budowę wieży kościoła na ul. Pabianickiej (dzisiejsza ulica Kościuszki).
- 1750 – przebudowa z drewnianego na murowany kościoła oo. Franciszkanów przez Franciszka Rychłowskiego.
- 1793 – Bełchatów przeszedł pod panowanie pruskie (II rozbiór Polski), przez co zwiększył się napływ ludności niemieckiej, głównie rzemieślników.

## XIX wiek
- 1801 – pierwsza manufaktura, założona przez Józefa Kaczkowskiego.
- 1803 – przybycie na teren Bełchatowa rodu Kaczkowskich herbu Świnka.
- 1805/1806 – w wyniku epidemii cholery umiera 30% mieszkańców miasta.
- 1809 – utworzono parafie Katolicką w Grocholicach (uzależnienie Bełchatowa od Grocholic).
- 1818 – pozwolenie na urządzanie kolejnych targów.
- 1820 – właścicielami Bełchatowa zostali Kaczkowscy;
  - 18 września – Bełchatów dzięki staraniom ówczesnego właściciela – Leona Kaczkowskiego – znalazł się w rejestrze miast fabrycznych Królestwa Polskiego.
- 1830–1832 – budowa kościoła ewangelickiego – z inicjatywy Stanisława Kaczkowskiego.
- 1832 – Bełchatów należał do szeregu miast (246), w których Żydzi nie podlegali ograniczeniom, co do osiedlania się z uwagi, gdyż była to prywatna własność dziedzica; Stanisław Kaczkowski oddał do użytku nowy kościół ewangelicki wybudowany przez Czechów z Zelowa.
- 1835 – Ludwik Kaczkowski został właścicielem Bełchatowa.
- 1837 – konsekracja kościoła ewangelickiego i założenie parafii ewangelickiej. Pierwszym pastorem został Edward Lembke.
- 1839 – powstał w Bełchatowie pierwszy cech tkacki.
- 1840 – w Bełchatowie było już 18 zakładów tkackich.
- 1842, 3 maja – w Bełchatowie wybuchł pożar, który strawił 45% zabudowań miasta.
- 1843 – Ludwik Kaczkowski doprowadził do otwarcia w Bełchatowie Towarzystwa Szkoły Elementarnej, której pierwszym dyrektorem, a zarazem nauczycielem został Leon Ambroziewicz.
- 1847 – Bełchatów uzyskuje potwierdzenie herbu przedstawiającego Adama i Ewę przy rajskim drzewie.
- 1848 – otwarcie pierwszej apteki prowadzonej przez Piotra Cisarzewskiego (w niektórych źródłach podawane jest nazwisko Cieszkowski).
- 1850 – otwarcie granicy celnej z Rosją po 20 latach.
- 1852 – otwarcie Elementarnej Szkoły Ewangelickiej (ESE) dzięki staraniom Pastora Ludwika Schwarza; na początku uczyło się tam 148 dzieci; pierwszym nauczycielem w tej szkole został Henryk Korseln.
- 1859 – powstał park tysiąclecia i Zakon Patyja – zakon tatarski; 1526 mieszkańców (101 domów).
- 1860 – powstanie pierwszej w Bełchatowie poczty; w mieście są już dwie ulice: Piotrkowska i Pabianicka oraz jeden plac spełniający funkcję miejskiego targowiska.
  - ówczesny burmistrz – Majewski – sporządza spis mieszkańców miasta. W Bełchatowie mieszka wówczas 325 Polaków (22% mieszkańców miasta), 35 Niemców (2%) oraz 1139 Żydów (76%). Według wyznania: 212 katolików, 148 ewangelików augsburskich (ponad 75% z nich uważało się za Polaków), 4 ewangelików reformowanych oraz 1139 osób wyznania mojżeszowego.
- 1863 – powstanie styczniowe; wojskami pod Bełchatowem dowodził mjr. Józef Oxiński; właściciele Bełchatowa czynnie poparli powstanie przekazując na rzecz żołnierzy broń, konie, odzież i żywność. W okolicach miasta dochodzi do kilku potyczek z Rosjanami – we wsiach Lipy, Kaszewice, Wólka Łękawska.
- 1864 – Sekularyzacja klasztoru franciszkanów.
- 1867 – licytacja majątku rodziny Kaczkowskich.
- 1870, 10 września – utrata przez Bełchatów praw miejskich. Jako osada Bełchatów został przydzielony przez gubernatora piotrkowskiego pod zarząd gminy Bełchatówek. Nowym wójtem zostaje August Felker[2].
- 1876 – licytacja majątku Kaczkowskich. Cenny księgozbiór rodzinny trafia do Biblioteki Jagiellońskiej Kolejnym właścicielem Bełchatowa stał się Niemiec Reinhard (lub też Reinhold) Spiller, który po kilku latach sprzedał nieruchomości Ernestowi Ludendorfowi.
- 1887 – Ernest Ludendorf odsprzedaje majątek Henrykowi Hellvigowi, pochodzącemu z Tuszyna (rodem z Bawarii); Bełchatów, pomimo formalnej utraty praw miejskich, nadal wolno się rozwijał dzięki bełchatowskim Żydom, w coraz większym stopniu inwestującym w bełchatowski przemysł.
  - Hellwig zakłada w Bełchatowie browar.
- 1888 – pracę w Bełchatowie rozpoczyna lekarz, dr Włodzimierz Rodziewicz.
- 1890 – w Bełchatowie mieszka 2600 mieszkańców (w tym 2000 Żydów).
- 1891 – w Bełchatowie były już 32 zakłady tkackie
- 1892 – w Bełchatowie obowiązywały prawa budowlane obowiązujące w miastach.
- 1893, 25 czerwca – utworzenie parafii katolickiej pw. NNMP przez Leona Zarembę;
  - budowa murowanej synagogi. Od tej pory przez 46 lat istniały obok siebie w koegzystencji 3 parafie, 3 wyznań i 3 narodowości.
- 1899 – założono lokalny bank zwany kasą pożyczkowo-oszczędnościową.

## XX wiek, I połowa
- 1901, 6 grudnia – utworzenie Ochotniczej Straży Pożarnej (OSP), jej założycielami byli dr Włodzimierz Rodziewicz, Felicjan Otocki, ks. Leon Zaremba, Stanisław Pieniążek, Albert Hellvig.
  - utworzenie pierwszej tkalni mechanicznej w Bełchatowie przez Pereca Frajtaga.
- 1905, październik – uchwalenie manifestu Dumy Państwowej.
- 1905, 9 listopada – pierwsza manifestacja w Bełchatowie z okazji uchwalenia manifestu Dumy Narodowej, jedna z największych w regionie. Wystąpieniom przewodził ksiądz Jan Żak, proboszcz z Łobudzic k. Zelowa. Domagano się między innymi spolszczenia szkół i urzędów.
- 1906, 1 sierpnia – powstanie w Bełchatowie Polskiej Macierzy Szkolnej skupiającej 30 osób. Przewodniczącą została Bronisława Hellvigowa, zastępcą Antoni Gotwald, członkowie: Anna Hellviżanka (córka) – skarbnik, ks. Leon Zaremba, Czesław Moskelewski.
- 1908-1910 – budowa młyna motorowego
- 1914, styczeń – walki o Borową Górę i do Bełchatowa wkroczyły wojska niemieckie.
- 1914, październik – do Bełchatowa na krótko wkroczyły wojska rosyjskie wypierając Niemców.
- 1915 – powstaje jeden z 15 obwodów Polskiej Organizacji Wojskowej (POW), przynależny do V okręgu POW w Piotrkowie Trybunalskim.
- 1916 – powstaje Polska Organizacja Wojskowa skupiająca 30 członków m.in. Albert i Stefan Hellvigowie, Jan Ubysz, Konstanty, Feliks i Julian Miętkiewiczowie.
- 1917 – rozpoczęło działalność Miejskie Gimnazjum Koedukacyjne Polskiej Macierzy Szkolnej, którego dyrektorem został dr inż. Bolesław Kołakowski. Do Bełchatowa jako instruktor został oddelegowany Stefan Starzyński, przyszły prezydent Warszawy.
- 1918–1920 – budowa drogi Bełchatów – Wadlew. Miało to ogromne komunikacyjne dla miejscowości (ułatwienie komunikacji między Bełchatowem a Łodzią), skąd surowiec do produkcji czerpali właściciele bełchatowskich manufaktur włókienniczych.

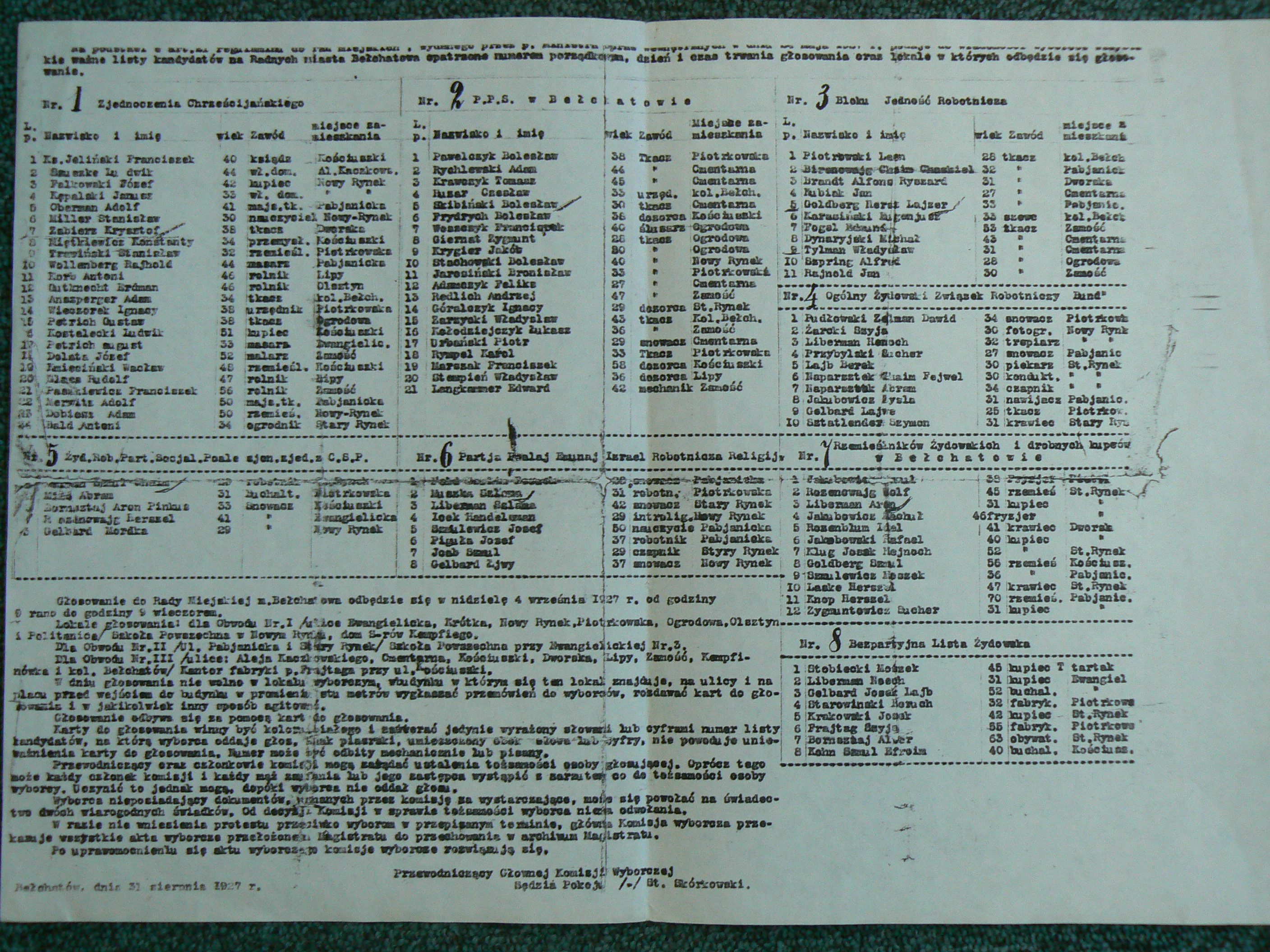
Ogłoszenie informujące o rozmieszczeniu lokali wyborczych oraz listach partyjnych w czasie wyborów do Rady Miejskiej w Bełchatowie w 1927 r.

- 1925, 1 stycznia – Bełchatów odzyskuje prawa miejskie przywrócone rozporządzeniem Rady Ministrów RP z dnia 22 grudnia 1924 r. o utworzeniu gminy miejskiej „Bełchatów” w powiecie piotrkowskim. (Dz.U. z 1924 nr 116, poz. 1035)[3];
  - 26 kwietnia – odbywają się wybory władz miasta – prezydenta, jego zastępcy oraz 3 ławników. Pierwszym prezydentem Bełchatowa po odzyskaniu przez Polskę niepodległości został Ludwik Bryłka.
  - dołączenie do Bełchatowa wsi Olsztyn (teren dzisiejszego osiedla Olsztyńskiego), Zamość i Lipy (okolice ulicy Lipowej).

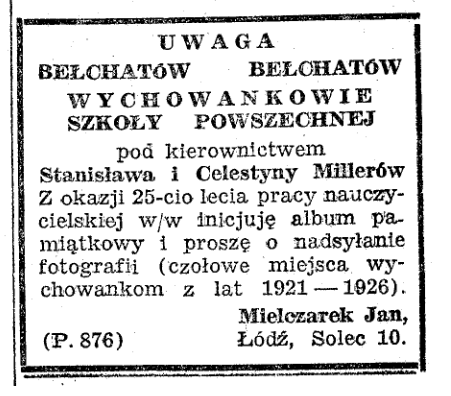
Ogłoszenie prasowe Jana Mielczarka, opublikowane w Dzienniku Łódzkim z prośbą o nadsyłanie zdjęć do albumu pamiątkowego z okazji 25. lecia pracy nauczycielskiej Stanisława i Celestyny Millerów

- 1930 – powstaje Robotniczy Klub Sportowy Skra[6]
- 1933 – przyłączenie do Bełchatowa wsi Czapliniec (okolice dzisiejszej ulicy Czaplinieckiej) na mocy rozporządzenia Ministra Spraw Wewnętrznych z dnia 5 października 1933 r. o zmianie granic miasta Bełchatowa w powiecie piotrkowskim, województwie łódzkiem. (Dz.U. z 1933 nr 88, poz. 679)[7];
- 1937, 14 stycznia – potwierdzenie herbu Bełchatowa.
- 1939, 4 września – bombardowanie Bełchatowa przez lotnictwo niemieckie;
  - 6 września – wkroczenie wojsk niemieckich. Zniszczeniu uległy ulice Kościuszki, Pabianicka i rynek. Zniszczenia w budownictwie wyniosły 40%, a we włókiennictwie 50% (łącznie z maszynami i urządzeniami). Początkowo miasto zostało włączone do terenów Generalnego Gubernatorstwa. Podczas okupacji w Bełchatowie zaktywizowała się mniejszość niemiecka – na czele z miejscowym pastorem – Jakubem Gerhardtem, dzięki której po pół roku miasto włączono do Rzeszy, w granicach Kraju Warty, który miał zostać poddany szybkiej germanizacji. Sam Bełchatów został ogłoszony „miastem żydowskim”.
- 1940 – wiosną tego roku nowym komisarzem zostaje Reichsdeutscher Josef Tramler (był komisarzem miasta do końca wojny).
- 1941 – w Bełchatowie w rejonie ul. Fabrycznej, Sienkiewicza i Pabianickiej hitlerowcy założyli getto (zlikwidowane w sierpniu 1942)
- 1942, 7 marca – rozstrzelanie w Bełchatowie 3 żołnierzy Armii Krajowej
  - 11 sierpnia – rozpoczęto likwidacje bełchatowskiego getta, gdzie stłoczono na niewielkiej przestrzeni ok. 5 tys. Żydów. Wywożono ich do obozu zagłady w Chełmnie nad Nerem i do getta łódzkiego.
- 1943 – Niemcy wprowadzili dla miasta nazwę okupacyjną niem. Belchental[8].
- 1945, 19 stycznia – trwającą od 1939 okupację niemiecką przerwała w 1945 ofensywa Armii Czerwonej. Po walkach z oddziałami niemieckimi miasto zdobył 10 Gwardyjski Korpus Pancerny z 4 Gwardyjskiej Armii Pancernej oraz wojska 13 Armii należące do 1 Frontu Ukraińskiego[9]. Po przeszło pięcioletniej okupacji Bełchatów liczył zaledwie 3,5 tys. mieszkańców.
- 1945 – organizacja życia społeczno-gospodarczego w mieście. Uruchomiło zakłady włókiennicze, centralę telefoniczną i pocztę. Rozpoczęto usuwanie zniszczeń wojennych, organizowano od postaw instytucje administracyjne i usługowe.

## XX wiek, II połowa
- 1956 – decyzją Rady Ministrów ze stycznia 1956 r. Bełchatów awansował do rangi miasta powiatowego. Od tej pory nastąpił szybki rozwój miasta zarówno pod względem urbanistycznym, jak i społecznym. Powiat bełchatowski został podzielony na 26 gromad i 2 miasta[10]
- 1958 – oddano do użytku budynek administracyjny dla Prezydium Powiatowej Rady Nadzorczej. Obecnie budynek zajmuje na swą siedzibę Urząd Miasta Bełchatowa.
- 1975 – decyzje Rządu o rozpoczęciu budowy Zespołu Górniczo–Energetycznego „Bełchatów”.
- 1977 – powstanie klubu piłkarskiego pod nazwą Górniczy Klub Sportowy „Węgiel Brunatny” Bełchatów; budowa nowoczesnych zakładów pracy kopalni i elektrowni wymagała połączenia kolejowego z cały systemem gospodarczym kraju. W tym też celu wybudowano połączenie kolejowe Piotrków Trybunalski – Bełchatów Miasto – Rogowiec – Biłgoraj, które rusza w grudniu.
  - 1 lutego włączenie do Bełchatowa Binkowa (dzisiejsze tereny osiedla Binków, Grocholic, obecnie najstarsza dzielnica miasta), Politanic, części sołectwa Dobrzelowa (wieś Paulinów) i Domiechowic zgodnie z rozporządzeniem Ministra Administracji, Gospodarki Terenowej i Ochrony Środowiska z dnia 29 grudnia 1976 r. w sprawie zmiany granic niektórych miast w województwach białostockim, krośnieńskim, legnickim, nowosądeckim, piotrkowskim, rzeszowskim, tarnowskim i włocławskim. (Dz.U. z 1977 nr 2, poz. 12)[11];
  - 26 listopada powstaje Górniczy Klub Sportowy „Węgiel Brunatny” Bełchatów. W 1983 r. nazwa została skrócona do Górniczy Klub Sportowy „Bełchatów”
- 1979, 25–27 maja – pierwsze obchody Dni Bełchatowa.
- 1980, sierpień – utworzenie Międzyzakładowego Komitetu Strajkowego NSZZ „Solidarność” z siedzibą przy KWB Bełchatów. Początkowo część zakładów Bełchatowskiego Okręgu Przemysłowego (BOP), które się przyłączyły do Związku, zostały podporządkowane MKS-owi działającemu przy Hucie Katowice.
  - 19 listopada – wydobycie pierwszej tony węgla brunatnego z kopalni Bełchatów.
- 1981 – synchronizacja pierwszego bloku energetycznego mocy 360 MW.
  - 18 zakładów z terenu BOPu przystępuje do Regionu NSZZ „Solidarność” Ziemi Piotrkowskiej. Przewodniczącym NSZZ „Solidarność” jest Stefan Borysewicz
  - grudzień – internowanie Stefana Borysewicza.
- 1985 – w siedzibie klubu „Pod kielnią” powstaje Osiedlowy Dom Kultury „Piwnica”.
- 1986 – Bełchatów przekroczył 50 tys. mieszkańców, w związku z tym stał się miastem prezydenckim. Pierwszym prezydentem Bełchatowa został Stanisław Wojtasik;
  - otwarcie Szpitala Rejonowego, nowocześnie wyposażonego szpitala, który otrzymał imię Jana Pawła II.
- 1988 – na mocy uchwały Rady Ministrów przestaje istnieć Centralny Okręg Energetyczny, zaś wchodząca w jego skład Elektrownia Bełchatów uzyskuje samodzielność i staje się przedsiębiorstwem użyteczności publicznej.
- 1990 – ze stanowiska prezydenta miasta rezygnuje Stanisław Wojtasik. W wyborach do samorządu lokalnego na przewodniczącego Rady Miasta Bełchatowa zostaje wybrany Józef Węgrzyński, zaś na stanowisko prezydenta Rada Miasta powołuje Edwarda Olszewskiego.
- 1991 – uruchomiono targowisko miejskie przy ulicy Wojska Polskiego (potocznie zwane dużym rynkiem).
  - od początku czerwca Bełchatów został włączony do automatycznego ruchu telekomunikacyjnego.
- 1992 – powstanie Radia Bełchatów.
  - Telewizja Bełchatów zaczyna emisję programów.
  - rozpoczęła działalność Straż Miejska Bełchatowa.
- 1993 – Bełchatów przystępuje do Związku Miast Polskich.
- 1994 – utworzenie Muzeum Regionalnego.
- 1995 – GKS Bełchatów po raz pierwszy w historii awansował do piłkarskiej ekstraklasy.
- 1996 – Minister przemysłu Klemens Ścierski wydał decyzję o budowie odkrywki „Szczerców” i Elektrowni „Bełchatów II”;
  - powstaje Stowarzyszenie Kultury Alternatywnej „Zgrzyt”.
  - 20 września – zostaje zarejestrowane Przedsiębiorstwo Państwowe Elektrownia Bełchatów II Sp. z o.o. (obecnie ELBIS Sp. z o.o)
- 1997, 28 kwietnia – przyjęcie herbu (w obecnym kształcie) barwy zostały przyjęte uchwałą Rady Miejskiej Bełchatowa nr 58/V/97.
- 1998 – Bełchatów zostaje siedzibą powiatu bełchatowskiego na mocy Rozporządzenie Rady Ministrów z dnia 7 sierpnia 1998 r. w sprawie utworzenia powiatów (Dz.U. 1998 nr 103, poz. 652)[12].
- 1999 – Skra Bełchatów po raz pierwszy w historii awansowała do Serii A I ligi siatkówki mężczyzn (obecnie Polska Liga Siatkówki)

## XXI wiek
- 2002, 15 stycznia – zostaje otworzony nowy budynek Miejskiej i Powiatowej Biblioteki Publicznej.

- 2005 – Skra Bełchatów po raz pierwszy w historii zdobyła Mistrzostwo Polski i Puchar Polski w siatkówce męskiej. W latach 2006–2011 oraz 2014 i 2018 powtórzyła ten sukces.

- 2006, 14 sierpnia – Uroczyste otwarcie Hali Energia[13][14].

- 2007 – BOT GKS Bełchatów zdobył wicemistrzostwo w ekstraklasie piłkarskiej.
- 2009, 17 marca – miasto odwiedza Lech Kaczyński. Prezydent odwiedził Elektrownię Bełchatów i spotkał się z mieszkańcami w Hali Widowiskowo-Sportowej przy ul. 1 Maja[15][16].
- 2010, powstanie Siatkarskiej Alei Gwiazd [17]
- 2011, 28 września – odwiedziny premiera Donalda Tuska[18].
- 2013, 1 października – odwiedziny ministra transportu, budownictwa i gospodarki morskiej Sławomira Nowaka w związku z zapowiedzią budowy obwodnicy Bełchatowa[19].
- 2018, umieszczenie pomnika "Balansująca Ewa" przy placu G. Narutowicza[20]
- 2023, odsłonięcie posągów Stefana i Nelly Hellwigów w parku Olszewskich[21]

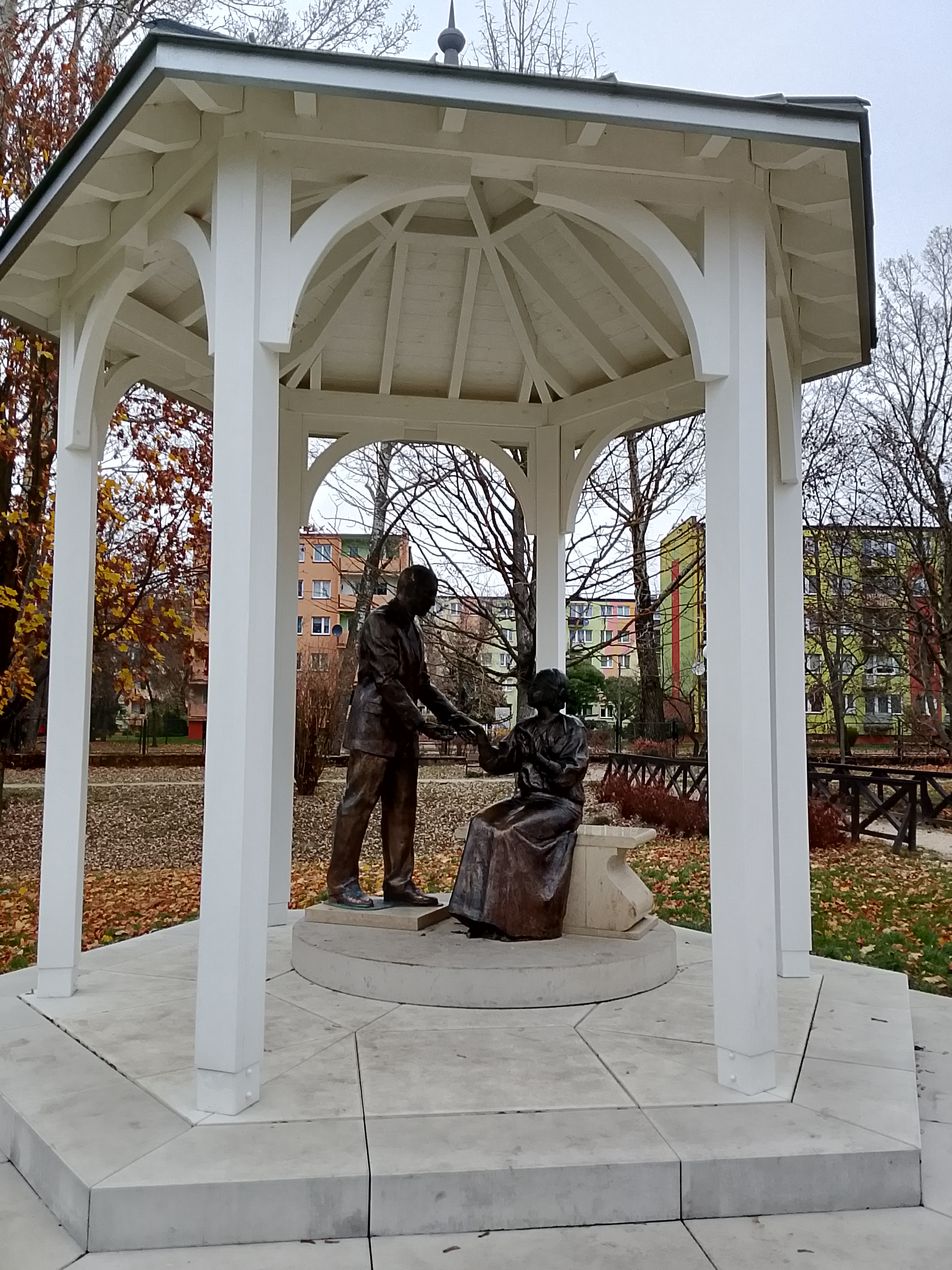
Pomnik Stefana i Nelly Hellwigów.